# John Freitag
John W. Freitag (Columbia, 3 maggio 1877 – St. Louis, 20 ottobre 1932) è stato un canottiere statunitense.
Freitag partecipò ai Giochi olimpici di Saint Louis 1904 con la squadra Western Rowing Club nella gara di quattro senza, in cui conquistò la medaglia di bronzo.
Morì a causa dell'alcolismo.

## Palmarès
In carriera ha conseguito i seguenti risultati:
- Giochi olimpici

St. Louis 1904: bronzo nel quattro senza.